# Centre de formation maritime de Pont-Réan
 (mars 2023).
Si vous disposez d'ouvrages ou d'articles de référence ou si vous connaissez des sites web de qualité traitant du thème abordé ici, merci de compléter l'article en donnant les références utiles à sa vérifiabilité et en les liant à la section « Notes et références ».
Le Centre de formation maritime de Pont-Réan, abrégé en CFM de Pont-Réan est un ancien centre de la Marine nationale française qui assurait la formation militaire de base des engagés. Situé dans les terres, au domaine de la Massaye à Pont-Réan, au sud de Rennes en Bretagne, il fut créé en décembre 1944 et dissous en 1959.
D'une durée de deux mois, la formation précédait l'intégration d'une école de spécialité. Les jeunes engagés y pratiquaient notamment la godille, l'aviron sur des baleinières, le matelotage, le tir.
Il avait un effectif de 1 400 personnes en 1946 et de 2 400 en 1953.
Une agence postale militaire de la marine « PONT-REAN MARINE » fut ouverte 1er janvier 1946 pour le service postal du CFM. Elle était rattachée à la recette principale des postes de Rennes.
Alain Delon, engagé dans la marine à 17 ans, fut l'élève du CFM de Pont-Réan au début des années 1950.
En 2015, la destruction du domaine de la Massaye est programmée pour réaliser un projet immobilier.